# 藍棕石斑魚
藍棕石斑魚，為輻鰭魚綱鱸形目鱸亞目鮨科的其中一種，分布於印度洋區，從波斯灣至莫三比克南部，東至西澳大利亞海域，棲息深度1-100公尺，體長可達100公分，為底棲性魚類，屬肉食性，以魚類、甲殼類等為食，可做為食用魚。

## 擴展閱讀
維基物種上的相關：藍棕石斑魚